# Preactiniidae
Preactiniidae é uma família de cnidários antozoários da subordem Ptychodacteae, ordem Actiniaria.

## Géneros
- Dactylanthus Carlgren, 1911
- Preactis England in England and Robson, 1984